# Coupelle-Vieille
Coupelle-Vieille település Franciaországban, Pas-de-Calais megyében. Lakosainak száma 567 fő (2022. január 1.). Coupelle-Vieille Renty, Radinghem, Verchocq, Audincthun, Créquy és Fruges községekkel határos.

## Népesség
A település népességének változása:
| Lakosok száma | 611  | 612  | 618  | 601  | 606  | 604  | 602  | 585  | 567  |
|               | 2013 | 2015 | 2016 | 2017 | 2018 | 2019 | 2020 | 2021 | 2022 |